# Xenorhina oxycephala
Xenorhina oxycephala är en groddjursart som först beskrevs av Hermann Schlegel 1858.  Xenorhina oxycephala ingår i släktet Xenorhina och familjen Microhylidae. IUCN kategoriserar arten globalt som livskraftig. Inga underarter finns listade i Catalogue of Life.

## Bildgalleri